# Skupina galaxií Lev II
Skupina galaxií Lev II (také známá jako Leo II Group) je velká skupina galaxií rozptýlená v oblasti široké 30 milionů světelných let. Vidíme ji východně od Kupy galaxií v Panně, spolu s níž patří do Místní nadkupy galaxií.
Nachází se v souhvězdí Lva a od naší Galaxie je vzdálená přibližně 65 až 95 milionů světelných let, tedy za mnohem bližší Skupinou galaxií Lev I.

## Členové Skupiny galaxií LevII
Následující tabulky ukazují členy jednotlivých skupin galaxií patřících do Skupiny galaxií Lev II.
| Název    | Typ | R.A. (J2000) | Dec. (J2000) | Rudý posuv (km/s) | Magnituda |
| -------- | --- | ------------ | ------------ | ----------------- | --------- |
| NGC 3156 | S0  | 10 12,7      | +03 08       | 1537              | 13,1      |
| NGC 3165 | Sm  | 10 13,5      | +03 23       | 1673              | 14,7      |
| NGC 3166 | Sa  | 10 13,8      | +03 25       | 1673              | 11,8      |
| NGC 3169 | Sa  | 10 14,2      | +03 28       | 1574              | 11,1      |

| Název    | Typ | R.A. (J2000) | Dec. (J2000) | Rudý posuv (km/s) | Magnituda |
| -------- | --- | ------------ | ------------ | ----------------- | --------- |
| NGC 3162 | SBc | 10 13,5      | +22 44       | 1604              | 12,4      |
| NGC 3177 | Sb  | 10 16,6      | +21 07       | 1617              | 13,0      |
| NGC 3185 | SBa | 10 17,6      | +21 41       | 1536              | 13,0      |
| NGC 3187 | SBc | 10 17,8      | +21 52       | 1885              | 14,0      |
| NGC 3190 | Sa  | 10 18,1      | +21 50       | 1620              | 12,1      |
| NGC 3193 | E   | 10 18,4      | +21 54       | 1669              | 12,0      |
| UGC 5574 | Sc  | 10 19,7      | +22 27       | 1773              | 16,3      |

| Název    | Typ | R.A. (J2000) | Dec. (J2000) | Rudý posuv (km/s) | Magnituda |
| -------- | --- | ------------ | ------------ | ----------------- | --------- |
| NGC 3213 | Sbc | 10 21,3      | +19 39       | 1662              | 14,2      |
| NGC 3226 | E   | 10 23,4      | +19 54       | 1634              | 12,3      |
| NGC 3227 | SBa | 10 23,5      | +19 52       | 1469              | 11,4      |
| UGC 5675 | SBm | 10 28,5      | +19 34       | 1421              | 15,8      |

| Název     | Typ | R.A. (J2000) | Dec. (J2000) | Rudý posuv (km/s) | Magnituda |
| --------- | --- | ------------ | ------------ | ----------------- | --------- |
| NGC 3245A | SBb | 10 27,0      | +28 38       | 1613              | 15,4      |
| NGC 3245  | S0  | 10 27,3      | +28 30       | 1622              | 11,7      |
| NGC 3254  | Sbc | 10 29,3      | +29 30       | 1638              | 12,6      |
| NGC 3265  | E   | 10 31,1      | +28 31       | 1736              | 13,8      |
| NGC 3277  | Sab | 10 32,9      | +28 31       | 1706              | 12,6      |

| Název    | Typ  | R.A. (J2000) | Dec. (J2000) | Rudý posuv (km/s) | Magnituda |
| -------- | ---- | ------------ | ------------ | ----------------- | --------- |
| NGC 3338 | Sc   | 10 42,1      | +13 45       | 1636              | 12,1      |
| UGC 5832 | SBbc | 10 42,8      | +13 28       | 1552              | 15,1      |
| NGC 3346 | SBc  | 20 43,6      | +14 52       | 1592              | 12,7      |
| NGC 3389 | Sc   | 10 48,5      | +12 32       | 1630              | 12,4      |

| Název     | Typ | R.A. (J2000) | Dec. (J2000) | Rudý posuv (km/s) | Magnituda |
| --------- | --- | ------------ | ------------ | ----------------- | --------- |
| NGC 3370  | Sc  | 10 47,1      | +17 16       | 1610              | 12,2      |
| UGC 5945  | Irr | 10 50,4      | +17 34       | 1460              | 16,2      |
| NGC 3443  | Scd | 10 53,0      | +17 34       | 1460              | 15,1      |
| NGC 3447  | SBm | 10 53,4      | +16 46       | 1399              | 14,0      |
| NGC 3447A | Irr | 10 53,5      | +16 47       | 1414              | 13,1      |
| NGC 3454  | SBc | 10 54,5      | +17 21       | 1436              | 13,8      |
| NGC 3455  | SBb | 10 54,5      | +17 17       | 1436              | 13,6      |
| NGC 3457  | ?   | 10 54,8      | +17 37       | 1486              | 12,9      |

| Název    | Typ | R.A. (J2000) | Dec. (J2000) | Rudý posuv (km/s) | Magnituda |
| -------- | --- | ------------ | ------------ | ----------------- | --------- |
| NGC 3381 | SBb | 10 48,4      | +34 43       | 1900              | 12,7      |
| IC 2604  | SBm | 10 49,4      | +32 46       | 1913              | 14,6      |
| NGC 3395 | SBc | 10 49,8      | +32 59       | 1899              | 12,4      |
| NGC 3396 | SBm | 10 49,9      | +32 59       | 1906              | 12,5      |
| NGC 3424 | SBb | 10 51,8      | +32 54       | 1782              | 13,1      |
| NGC 3430 | SBc | 10 52,2      | +32 57       | 1864              | 12,2      |
| NGC 3442 | Sab | 10 53,1      | +33 55       | 2007              | 14,7      |

| Název    | Typ  | R.A. (J2000) | Dec. (J2000) | Rudý posuv (km/s) | Magnituda |
| -------- | ---- | ------------ | ------------ | ----------------- | --------- |
| NGC 3380 | SBa  | 10 48,2      | +28 36       | 1898              | 13,5      |
| UGC 5921 | SBa  | 10 49,2      | +27 56       | 1703              | 15,2      |
| NGC 3400 | SBa  | 10 50,8      | +28 28       | 1711              | 14,1      |
| NGC 3414 | S0   | 10 51,3      | +27 59       | 1821              | 12,1      |
| NGC 3418 | S0   | 10 51,4      | +28 07       | 1560              | 14,4      |
| NGC 3451 | SBcd | 10 54,4      | +27 14       | 1634              | 13,4      |
| NGC 3504 | SBab | 11 03,2      | +27 58       | 1837              | 11,8      |
| NGC 3512 | SBc  | 11 04,0      | +28 02       | 1674              | 13,0      |

| Název    | Typ  | R.A. (J2000) | Dec. (J2000) | Rudý posuv (km/s) | Magnituda |
| -------- | ---- | ------------ | ------------ | ----------------- | --------- |
| UGC 6112 | Scd  | 11 02,6      | +16 44       | 1368              | 15,4      |
| NGC 3501 | Sc   | 11 02,8      | +17 59       | 1462              | 13,7      |
| NGC 3507 | SBb  | 11 03,4      | +18 08       | 1307              | 11,8      |
| UGC 6171 | Irr  | 11 07,2      | +18 34       | 1520              | 15,4      |
| NGC 3592 | Sc   | 11 14,5      | +17 16       | 1632              | 14,3      |
| NGC 3607 | E    | 11 16,9      | +18 03       | 1246              | 10,9      |
| NGC 3608 | E    | 11 17,0      | +18 09       | 1445              | 11,7      |
| NGC 3626 | S0   | 11 20,1      | +18 21       | 1817              | 11,9      |
| NGC 3655 | Sc   | 11 22,9      | +16 35       | 1813              | 12,3      |
| NGC 3659 | SBd  | 11 23,8      | +17 49       | 1613              | 13,5      |
| NGC 3681 | SBbc | 11 26,5      | +16 52       | 1571              | 12,2      |
| NGC 3684 | Sbc  | 11 27,2      | +17 02       | 1494              | 12,3      |
| NGC 3686 | SBbc | 11 27,7      | +17 13       | 1486              | 12,0      |
| NGC 3691 | SBb  | 11 28,2      | +16 55       | 1416              | 12,9      |

| Název    | Typ | R.A. (J2000) | Dec. (J2000) | Rudý posuv (km/s) | Magnituda |
| -------- | --- | ------------ | ------------ | ----------------- | --------- |
| NGC 3630 | S0  | 11 20,3      | +02 58       | 1838              | 13,4      |
| NGC 3640 | E   | 11 21,1      | +03 14       | 1662              | 11,3      |
| NGC 3664 | SBm | 11 24,4      | +03 20       | 1736              | 13,6      |

| Název    | Typ | R.A. (J2000) | Dec. (J2000) | Rudý posuv (km/s) | Magnituda |
| -------- | --- | ------------ | ------------ | ----------------- | --------- |
| NGC 3755 | SBc | 11 36,6      | +36 25       | 1837              | 13,7      |
| UGC 6603 | SBc | 11 38,0      | +35 12       | 1904              | 14,8      |
| NGC 3813 | Sb  | 11 41,3      | +36 33       | 1730              | 12,3      |

| Název    | Typ  | R.A. (J2000) | Dec. (J2000) | Rudý posuv (km/s) | Magnituda |
| -------- | ---- | ------------ | ------------ | ----------------- | --------- |
| NGC 3098 | S0   | 10 02,3      | +24 43       | 1608              | 12,9      |
| UGC 5633 | SBd  | 10 24,7      | +14 45       | 1711              | 14,4      |
| UGC 5708 | Scd  | 10 31,2      | +04 28       | 1522              | 14,2      |
| NGC 3279 | Sc   | 10 34,7      | +11 12       | 1732              | 13,9      |
| NGC 3287 | SBd  | 10 34,8      | +21 39       | 1618              | 12,7      |
| NGC 3294 | Sc   | 10 36,3      | +37 19       | 1840              | 12,2      |
| NGC 3301 | S0   | 10 36,9      | +21 53       | 1648              | 12,3      |
| NGC 3365 | Sc   | 10 46,2      | +01 49       | 1339              | 13,2      |
| NGC 3423 | Sc   | 10 51,2      | +05 50       | 1360              | 11,6      |
| NGC 3437 | SBc  | 10 52,6      | +22 56       | 1595              | 13,1      |
| NGC 3485 | SBb  | 11 00,0      | +14 50       | 1770              | 12,6      |
| NGC 3495 | Sc   | 11 01,3      | +03 38       | 1487              | 12,5      |
| NGC 3547 | Sb   | 11 09,9      | +10 43       | 1938              | 13,2      |
| NGC 3596 | SBc  | 11 15,1      | +14 47       | 1527              | 11,9      |
| NGC 3666 | SBc  | 11 24,4      | +11 21       | 1405              | 12,7      |
| NGC 3705 | SBab | 11 30,1      | +09 17       | 1364              | 11,8      |
| NGC 3810 | Sc   | 11 41,0      | +11 28       | 1335              | 11,5      |
| UGC 6670 | Irr  | 11 42,5      | +18 20       | 1248              | 13,9      |